# Korubo (peuple)
 (octobre 2021).
Si vous disposez d'ouvrages ou d'articles de référence ou si vous connaissez des sites web de qualité traitant du thème abordé ici, merci de compléter l'article en donnant les références utiles à sa vérifiabilité et en les liant à la section « Notes et références ».
Les Korubo ou Korubu, également connus sous le nom de Dslala, sont un peuple indigène du Brésil vivant dans la vallée de Javari, dans le bassin ouest de l'Amazone. Le groupe s'identifie comme « Dslala », et est appelé en portugais « caceteiros ». La majeure partie des connaissances du monde extérieur sur ce groupe ethnique est fondée sur les recherches de l'explorateur brésilien Sydney Possuelo, qui est entré en contact avec la tribu pour la première fois en octobre 1996, ainsi que des reportages du journaliste Paul Raffaele.
Les Korubo sont parmi les dernières personnes sur Terre à vivre en quasi autarcie, bien qu'ils aient, à plusieurs reprises, eu des contacts violents avec les autres communautés environnantes. À l'heure actuelle, le peuple comporte 127 membres.
La langue korubo appartient à la famille de langues pano.

## Culture
Leur arme de prédilection, que ce soit à la chasse ou à la guerre, est la massue, et à part les fléchettes empoisonnées, ils n'utilisent aucune autre arme à distance. Le travail quotidien dure environ de 4 à 5 heures et la communauté se structure souvent autour de grandes huttes communes appelées malocas.
Ils n'ont aucune pratique spirituelle ou religieuse connue, bien qu'ils pratiquent occasionnellement l'infanticide pour des raisons encore inconnues. Les hommes et les femmes s'enduisent traditionnellement la peau d'une teinture rouge issue de la plante roucou.
Leur régime alimentaire comprend des poissons, des singes atèles, des pécaris, des oiseaux, des cochons sauvages, des fruits, du manioc et du maïs. Ils ont une certaine connaissance de l'agriculture, à travers notamment la pratique du défrichement.
L'une des principales causes de maladie et de décès au sein de la tribu est l'infection au paludisme.
Un conflit entre une vingtaine de membres et la tribu principale a provoqué la séparation des deux groupes. La tribu principale demeure pour le moment complètement isolée tandis que la plus petite bande de Korubo a des interactions plus fréquentes avec les communautés voisines et les employés de la Fondation nationale de l'Indien (FUNAI). La démographie de la tribu principale est inconnue mais estimée, à partir de la reconnaissance aérienne des habitations, à quelques centaines d'individus.
Peu de documentation existe à leur sujet, le National Geographic Magazine a publié un article à leur sujet dans son édition d'août 2003 intitulée After First Contact. Plus récemment, dans son édition d'avril 2005, The Smithsonian a publié un article sur la même tribu appelé Out of Time.

## Contacts avec la FUNAI
Après un premier contact pacifique en 1972, l'agence brésilienne FUNAI a perdu sept fonctionnaires au cours des décennies suivantes en tentant d'établir une relation pacifique avec eux.
Les sources documentaires sont relativement restreintes sur les Korubo, en raison du refus de l'agence FUNAI de laisser les anthropologues étudier le groupe.
Dans le passé, les Korubo ont tué des intrus sur leurs terres et le dernier incident s'est produit en 2000, lorsque des guerriers Korubo ont tué trois bûcherons près de la réserve autochtone.
La FUNAI aide les Korubo au travers de visites médicales régulières. L'agence a également créé un parc qui englobe les terres des Korubo afin d'arrêter l'exploitation forestière dans la région, avec pour objectif de préserver leur mode de vie en empêchant de nouveaux contacts avec la société moderne.

## Escarmouches avec le monde extérieur
- Peu de temps après sa séparation du plus grand Korubo, le groupe dissident a été chassé par les colons de Lodario, tuant deux membres.
- Menés par un guerrier Ta'van, les Korubo tuèrent trois bûcherons.
- Ta'van a également tué un ami proche de Possuelo et membre de la FUNAI Raimundo (Sobral) Batista Magalhães, le 22 août 1997. Sobral tentait de reprendre une bâche au groupe.

## Étymologie
Ils sont communément appelés « Korubo » bien que ce ne soit pas le nom qu'ils se sont donné. « Korubo » serait une dénomination dégradante et négative donnée par une ancienne tribu ennemie et retenue plus tard comme désignation tribale par le monde extérieur.[réf. nécessaire]
Au sein de la région, ils sont souvent appelés « caceteiros », ce qui a été traduit à tort par « headsmashers » en raison de la similitude avec le mot français « casse-tête ». Le terme portugais « caceteiro » signifie « clubber » ou « homme muni d'un gourdin », se référant simplement à leurs armes, tout comme les personnes isolées voisines appelées « Flecheiros » sont simplement des archers.[réf. nécessaire]